# Charles Fortuné Willermoz
Pour les articles homonymes, voir Willermoz.
Charles Fortuné Willermoz, né le 6 mars 1804 à Coligny et mort le 6 octobre 1879 à Champagne-au-Mont-d'Or, est un arboriculteur pomologue français.

## Biographie
Charles Fortuné est né le 6 mars 1804 à Coligny dans l'Ain.
Il fonde l'école pratique d'horticulture d'Écully.
Il est directeur de l'école d'horticulture du Rhône, et secrétaire du congrès pomologique du Rhône.
Il meurt le 6 octobre 1879 à Champagne-au-Mont-d'Or.